# Cantone di Availles-Limouzine
Il Cantone di Availles-Limouzine era una divisione amministrativa dell'arrondissement di Montmorillon.
È stato soppresso a seguito della riforma complessiva dei cantoni del 2014, che è entrata in vigore con le elezioni dipartimentali del 2015.
Comprendeva i comuni di:
- Availles-Limouzine
- Mauprévoir
- Pressac
- Saint-Martin-l'Ars